# Liste der Stolpersteine in der Provinz Lucca

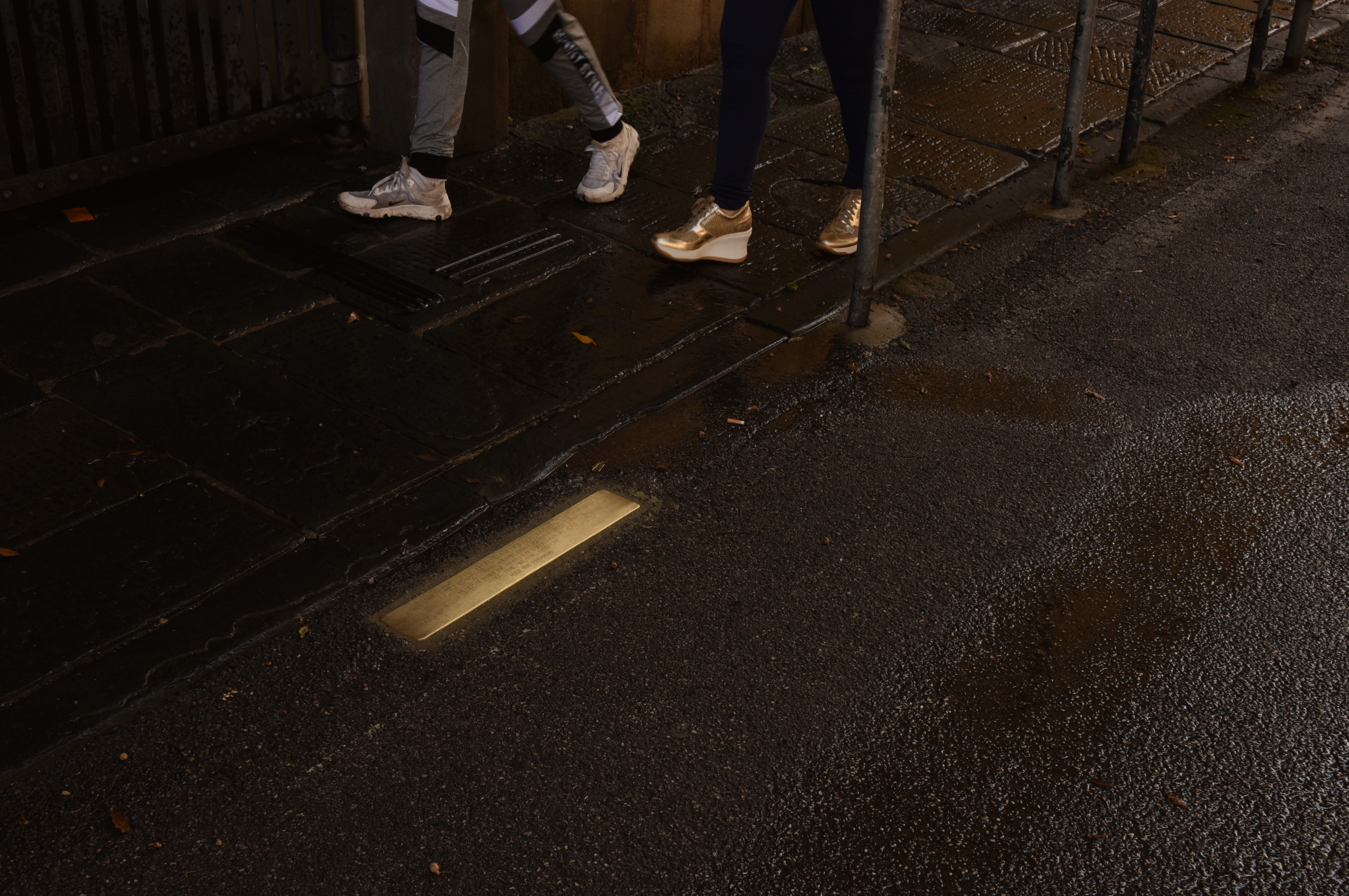
Stolperschwelle in Lucca

Die Liste der Stolpersteine in der Provinz Lucca enthält die Stolpersteine in der italienischen Provinz Lucca, in der Toskana gelegen, die an das Schicksal der Menschen dieser Provinz erinnern, die von Nationalsozialisten ermordet, deportiert, vertrieben oder in den Suizid getrieben worden sind. Die Stolpersteine wurden von Gunter Demnig verlegt. Sie liegen im Regelfall vor dem letzten selbstgewählten Wohnort des Opfers. Ihre Bezeichnung lautet auf Italienisch: Pietre d’inciampo.
Die erste Verlegung in dieser Provinz fand am 18. Januar 2019 in Lucca, der Provinzhauptstadt, statt.

## Verlegte Stolpersteine

### Lucca
In Lucca wurden bislang fünf Stolpersteine an vier Adressen verlegt.
| Stolperstein | Übersetzung | Verlegort                                                       | Name, Leben |
| ------------ | --- | --------------------------------------------------------------- | --- |
|              | HIER WOHNTE ANGELA FERRARI GEB. 1917 VERHAFTET 1944 DEPORTIERT ERMORDET 6.2.1944 AUSCHWITZ                                | Via della Stufa                                                 | Angela Ferrari wurde am 17. August 1917 in Lucca geboren. Ihre Eltern waren Battista Ferrari und Ernesta Lascar. Sie wurde in Lucca verhaftet und war danach in Bagni di Lucca und in Mailand interniert. Gemeinsam mit ihrer Tante Italia Lascar wurde sie am 30. Januar 1944 mit dem Konvoi No. 6 in das Vernichtungslager Auschwitz deportiert. Sie soll noch während des Transports, spätestens am 6. Februar 1944, ums Leben gekommen sein. Ihre Tante wurde unmittelbar nach der Ankunft des Transportes in Auschwitz vom NS-Regime ermordet. |
|              | HIER WOHNTE ITALIA LASCAR GEB. 1883 VERHAFTET 1944 DEPORTIERT ERMORDET 6.2.1944 AUSCHWITZ                                 | Via della Stufa                                                 | Italia Lascar wurde am 28. Juli 1883 in Livorno geboren. Ihre Eltern waren Angelo Lascar und Maria Castelli. Sie wurde in Lucca verhaftet und war danach in Bagni di Lucca und in Mailand interniert. Gemeinsam mit ihrer Tante Italia Lascar wurde sie am 30. Januar 1944 mit dem Konvoi No. 6 in das Vernichtungslager Auschwitz deportiert. Ihre Nichte soll noch während des Transports ums Leben gekommen sein, sie selbst wurde unmittelbar nach der Ankunft in Auschwitz am 6. Februar 1944 in einer der Gaskammern ermordet. |
|              | HIER WOHNTE GUGLIELMO LIPPI FRANCESCONI GEBOREN 1898 VERHAFTET 2.9.1944 CERTOSA FARNETA ERMORDET 10.9.1944 PONTE DI FORNO | Via del Burlamacco, 6 vor der ehemaligen psychiatrischen Klinik | Guglielmo Lippi Francesconi (1898–1944). In Lucca trägt eine Straße den Namen Guglielmo Lippi Francesconi. |
|              | HIER WOHNTE ELIA SIMONI GEB. 1919 MILITÄR-INTERNIERTER VERHAFTET 1944 BEFREIT                                             | Via Pisana · (an der Kreuzung zur Via Guami) ·                  | Elia Simoni wurde 1919 in Fagnano geboren. Ilario Simoni war sein Bruder. Er leistete ab 1938 Militärdienst. Er wurde zum Kampfpiloten ausgebildet. Nach der Kapitulation Italiens und der Errichtung der Repubblica Sociale Italiana verweigerte er den Eid auf das Mussolini-Regime. Er wurde im August 1944 verhaftet, interniert, nach Deutschland verschleppt und zur Zwangsarbeit eingeteilt. Er überlebte, wurde 1945 befreit und kehrte in die Heimat zurück. Nach der Befreiung arbeitete er in seinem erlernten Beruf, als Metzger. Er starb 2015 in Lucca. 2017 erhielt er postum eine medaglia d’onore, eine Ehrenmedaille. Auch sein Bruder konnte die Gefangenschaft überleben und nach Italien zurückkehren. |
|              | HIER WOHNTE ILARIO SIMONI GEB. 1922 VERHAFTET 20.8.1944 FAGNANO BASSO BUNZLAU BEFREIT REGENSBURG                          | San Concordio, Via Giovanni Guidiccioni                         | Ilario Simoni (1922–2020) |

#### Stolperschwelle

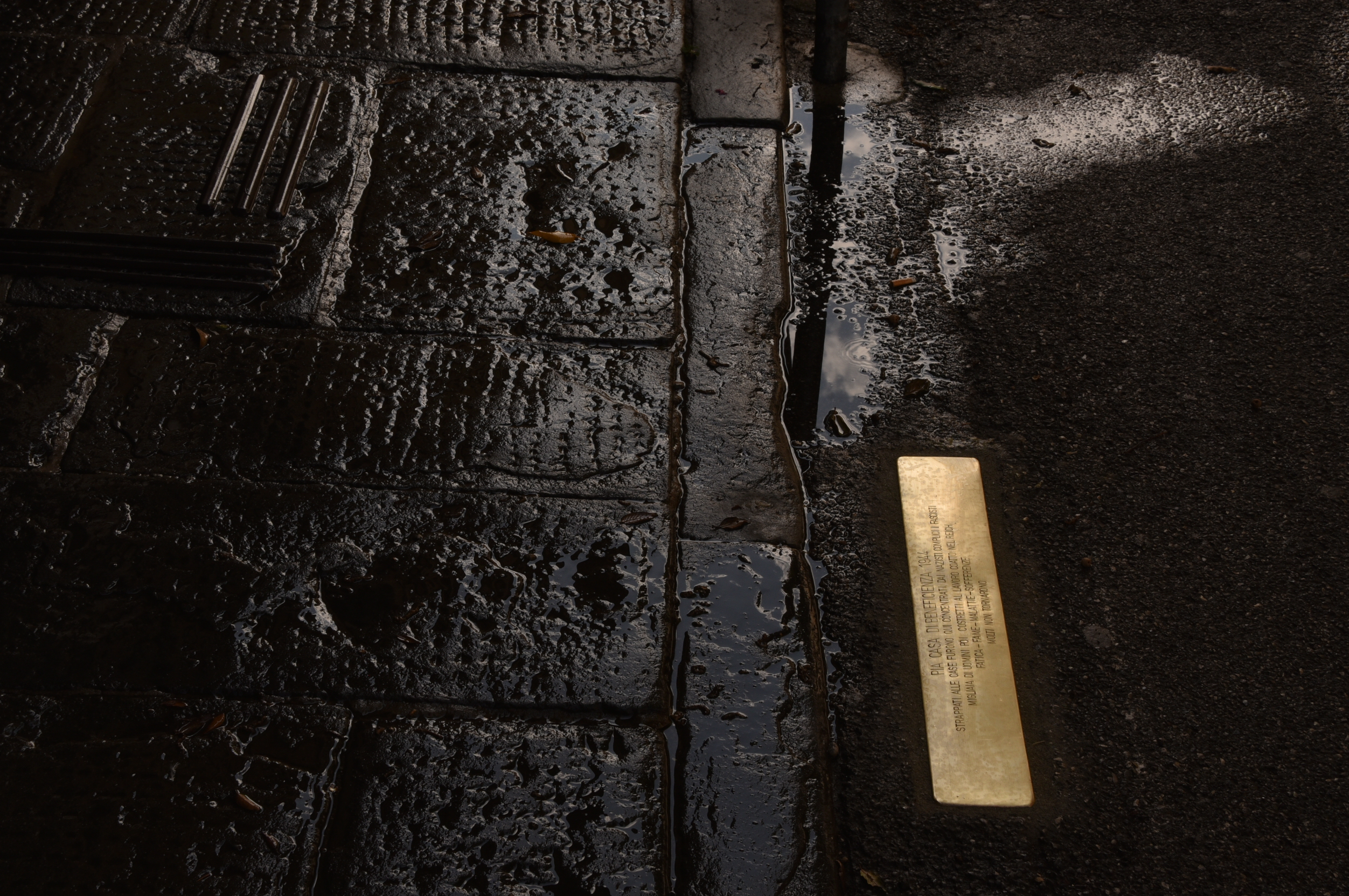
Stolperschwelle vor der Pia Casa di Beneficienza

In der Via Santa Chiara befindet sich die Pia Casa di Beneficenza, ein alter Konvent, welcher 1944 von deutschen Truppen beschlagnahmt und zu einem Durchgangslager umfunktioniert wurde. Auf Razzien in der Region wurden arbeitsfähige Männer festgenommen, in der Pia Casa interniert und in den meisten Fällen zur Zwangsarbeit nach Deutschland verschleppt. Am 23. Juni 1944 langten die ersten 400 Festgenommenen ein, in der Folge sollen täglich bis zu 3.000 Männer verschickt worden sein, laut Istituto Storico di Resistenza e dell’Età Contemporanea in Lucca insgesamt 70.000.
Die Stolperschwelle wurde im Januar 2020 vom Künstler persönlich verlegt.

### Viareggio
In Viareggio wurden zwei Stolpersteine verlegt.
| Stolperstein | Übersetzung                                                                                         | Verlegort                                 | Name, Leben                       |
| ------------ | --------------------------------------------------------------------------------------------------- | ----------------------------------------- | --------------------------------- |
|              | IN VIAREGGIO WOHNTE UMBERTO BONI CRAVACHE GEBOREN 1872 DEPORTIERT MAUTHAUSEN ERMORDET 1944 HARTHEIM | Piazza Lorenzo Viani Viareggio            | Umberto Boni Cravache (1872–1944) |
|              | IN VIAREGGIO WOHNTE JEANNETTE LEVI GEBOREN 1925 DEPORTIERT AUSCHWITZ ERMORDET 1944                  | Viale Regina Margherita, 30 · Viareggio · | Jeannette Levi (1925–1944)        |

## Verlegedaten
- 18. Januar 2019: Lucca (Elio Simoni)
- 26. Januar 2021: Lucca (Angela Ferrari und Italia Lascar)
- 28. Januar 2021: Lucca (Guglielmo Lippi Francesconi)
- 27. Januar 2022: Lucca (Ilario Simoni)
- 26. Januar 2024: Viareggio